# Hetitski zakonik
Hetitski zakonik predstavlja sačuvani spomenik klinastog pisma, nastao na prostoru Hetitske države, koja se prostirala od Egejske obale na zapadu, do Sirije na jugostoku, stvorena u središnjoj Anadoliji (delimično zahvata teritoriju današnje Turske), u dolini tzv. „Crvene reke“ (Kizil Irmak). Po svojoj prirodi donet je u periodu XVI veka p.n.e. i bio u primeni sve do XIII p.n.e. Donošenje zakonika pripisuje se vladaru Telipini mada iz rekonstrukcije, zaključeno je da pojedine norme potiču čak iz vremena prvih vladara Labarna I i Hatušila I. 
U ruševinama hetitske prestonice, grada Hatuše, u arheološkim iskopinama pronađeno je znatan broj pločica ispisanih na hetitskom jeziku, ali klinopisom. Upravo, od najvećeg značaja za pravnu istoriju bile su tablice koje su sadržale prepise Hetitskog zakona. 
Hetitski zakonik ispisan je na dve glinene tablice sa po 100 članova, tako da zbirka zakona ima ukupno 200 propisa. Činjenica je da, ni jeda tablica nije u potpunosti očuvana, te se najvećim delom saznanje o odredbama zakonika stiče iz rekonstrukcije istih.
Hetitski zakonik iako vremenski mlađi, on predstavlja daleko pravno zaostaliji od ostalih zbornika klinopisnog prava, izuzetak može predstavljati jedino mlađi od njega – Asirski zakonik. Pravna terminologija korišćena u njemu oslikava neuporedivo niži stepen pravnog razvoja.
Zakonik prvenstveno štiti krupne vlasnike stada i stoke, koja predstavljaju najvažniji oblik bogatstva. Reguliše prava svojine, a niz članova zakonski štiti ekspoataciju šuma. Tu su i članovi koji regulišu prava navodnjavanja, zakonsku zaštitu voćnjaka i povrtnjaka. Članovi regulišu i zanatsku proizvodnju, a zakonik uvodi trgovački sistem mera koji se zasniva na asirsko-vavilonskom sistemu. Zakonik štiti interese robovlasnika i prema robovima se odnosi svirepije od Hamurbijevog, čime se objašnjavaju ustanci robova posle smrti Hatušiliša I u 17. veku p.n.e.

## Sadržaj
U okviru Hetitskog zakonika u najvećoj meri susreću se norme vezane za krivično, bračno i porodično pravo.
Prvi deo (1-24) se odnosi na krivična dela protiv lica (ubistvo, teško ranjanje, lake i teške telesne povrede itd.). 
(Član 1): Ako neko namerno ubije čoveka ili ženu neka ga donese (misli se na leš). Isto tako daje 4 lica, bilo muška, bilo ženska. (Time) ispunjava svoje obaveze.
(Član 7): Ako neko slobodnog čoveka rani ili mu izbije zube, pre se davala 1 mina srebra, a sada 20 sekela srebra. (Time) ispunjava svoje obaveze.
(Član 9): Ako neko udari drugog po glavi, pre se davalo 6 sekela srebra: oštećenom 3 sekela, a za dvor 3 sekela. Ali kralj je dvorsku sumu oprostio, sada samo oštećeni uzima 3 sekela.
Drugi deo (26-38) se odnosi na bračne odnose (pitanje miraza, bračnog davanja, kao i pitanje braka slobodne žene i roba).
(Član 27): Ako se čovek oženi i dovede ženu u svoju kuću isto tako unosi i njen miraz. Ako žena umre, onda oni (roditelji) od muža svoje imanje vraćaju, isto tako mužu ostaje miraz. Ali ako ona umre u kući svog oca, za njenu decu muž ne uzima miraz.
(Član 29): Ako je devojka vezana za jednog čiveka (verena) i on joj da kupovnu (bračnu) cenu, a otac i majka to pobiju i oduzmu je, onda oni dvostruko nadoknađuje kupovnu (bračnu) cenu.
(Član 35): Ako se slobodnom ženom oženi travar ili pastir, on ne plaća kupovnu cenu, a ona postaje robinja za razdoblje od 3 godine.
Treći deo (39-56) reguliše oblast obaveza i usluga za pitanje vojne službe i ratnih osvajanja, zatim sledi deo (57-144) koji se odnosi na krivična dela protiv imovine, prvenstveno krađa.
(Član 96): Ako slobodan čovek pokrade kuću onda sve mora da vrati. Pre je lopov davao 1 mirnu srebra, a sada 12 sekela. Ako više krade više mu se propisuje, ako manje krade manje mu se propisuje, (Time) ispunjava svoje obaveze.
Četvrti deo (145-161) bavi se pitanjima ugovora i cena (najam), kao i sakralnih stvari. (162-173), kao i tarifa za usluge. (176-186)
(Član 177): Ako neko najmi zanatliju, ako najmi ili grnčara, ili kovača, ili tesara, ili obućara, ili krojača ili tkača, ili užara daje 10 sekela srebra.
Peti deo (187-200) je specifičan po tome, što se odnosi na blud i razvrat, čak i za slučajeve opštenja sa životinjama.
(Član 187): Ako neko učini blud sa kravom (svinjom ili psom): neka umre. Odvodi se u kraljevu ćeliju i kralj ga ubija i kralj mu daruje život; ali on ne ide pred kralja.
(Član 200): Ako čovek učini blud sa konjem ili velikom mazgom ne kažnjava se, ali ne ide pred kralja i ne postaje sveštenik. Ako sa strankinjom spava... majka ga... ne kažnjava se.

## Sankcije
Hetitski zakonik u najboljem smislu oslikava dominantnost imovinskih sankcija, dok se smrtna kazna izuzetno retko javlja, svega u par članova. Taliona nema. Karakteristika ovog zakonika jeste i pojava smanjenja odgovornosti u odnosu na predhodno pravo (verovatno običaje), izričito napomenjeno da će iznos imovinske naknade (kompozicije) biti manji u odnosu na ranije.